# Greenway dell'Adda Sud
La Greenway dell'Adda Sud è una pista ciclopedonale che si snoda lungo la riva sinistra del fiume Adda tra le province di Cremona e Lodi.

## Storia

### Da Rivolta d'Adda a Boffalora d'Adda

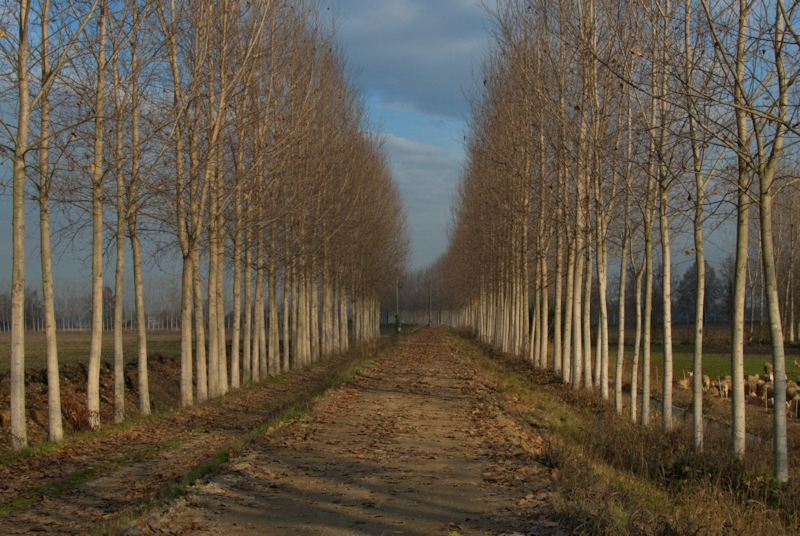
La ciclabile tra Spino d'Adda e Rivolta d'Adda

I primi “tavoli di servizio" per realizzare un percorso ciclopedonale furono organizzati dal Parco dell'Adda Sud nel settembre 2009 coinvolgendo i comuni interessati dal progetto; si ipotizzava una pista sterrata realizzata su percorsi esistenti per lo più da risistemare e si concordava la scelta di raggiungere accordi di passaggio con le proprietà private interessate in luogo di più onerosi espropri.
I lavori furono appaltati e messi in cantiere tra il 2010 ed il 2011 su progetto dell'architetto Marcella Datei  e costarono 600.000 euro, metà dei quali finanziati da fondi dell'Unione europea erogati tramite la Regione Lombardia ed il resto provenienti dal Parco e dai comuni.
L'inaugurazione avvenne il 29 ottobre 2011 a Rivolta d'Adda alla presenza delle autorità

### Da Boffalora d'Adda a Lodi
Nell'inverno 2011/2012 fu approvato il progetto e iniziarono i lavori per la realizzazione della pista ciclabile tra Boffalora d'Adda e Lodi; il progetto fu ad opera della provincia di Lodi e si sviluppò in due lotti del quale il primo tratto di circa due chilometri, da Boffalora alla cava Mizzi, costò 1,2 milioni di euro, per la maggior parte provenienti da avanzi vincolati dalla stessa Provincia, il resto dai comuni di Lodi e Boffalora d'Adda e, in minima parte, dalla Regione Lombardia e fu inaugurato il 27 luglio 2012.
Il secondo lotto inizialmente avrebbe dovuto essere realizzato dalla Provincia la quale rinunciò per mancanza di risorse. Subentrò, quindi, il comune di Lodi che inserì la realizzazione della pista ciclabile all'interno di un più ampio progetto dal costo di oltre 3 milioni di euro volto al potenziamento degli argini dell'Adda. Quest'ultimo tratto, esteso per circa 2 100 metri, fu inaugurato nel settembre del 2014.

## Il percorso

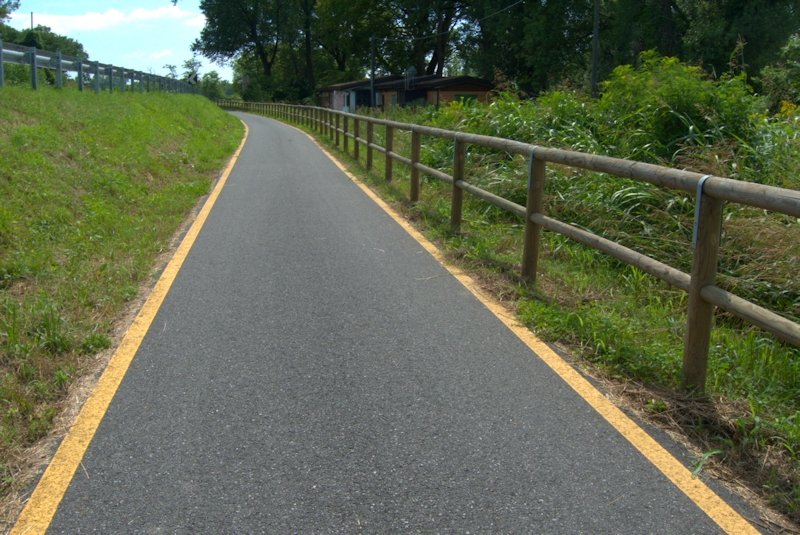
La ciclabile presso Boffalora d'Adda, in direzione Lodi

La pista  prende avvio presso la località “Ponte vecchio" di Rivolta d'Adda dove sorgono i resti di un antico ponte sostituito parzialmente nel 1889 da una struttura formata da sette tralicci in ferro gravemente danneggiata durante la piena del 1951 e successivamente abbandonata dopo la costruzione della provinciale Rivoltana e relativo nuovo ponte terminato nel 1957. La pista affianca per un buon tratto la recinzione del Parco della Preistoria e prosegue lungo la riva sinistra del fiume Adda fino ai dintorni della cascina Capannone dove guadagna l'argine, Si prosegue sull'argine fino alle prese del canale Vacchelli, dopo il quale il tracciato si riavvicina al fiume.
Presso Spino d'Adda la pista sottopassa i due ponti, quello in cotto inaugurato nel 1896 e quello moderno in cemento armato aperto nel 1983.
In prossimità della cascina Canova si transita sul luogo dove vi era un passaggio non ben identificato (guado, traghetto o ponte di barche) che collegava i due tratti della via Pandina, la strada realizzata da Bernabò Visconti per collegare i castelli di Melegnano e Pandino.
La pista prosegue quindi affiancando il fiume fino al territorio di Boffalora d'Adda deviando quindi fino al paese. Tra Rivolta d'Adda e Boffalora tutto il percorso si svolge su strade sterrate.
I tracciati interni sono ricavati dipingendo di rosso un lato delle strade urbane di Boffalora fino all'incrocio tra via San Martino e la strada provinciale. Qui inizia la ciclabile in sede propria con fondo asfaltato fino alla cava Mizzi. Il successivo tratto fino a Lodi, che si sviluppa in parte sull'argine, non è asfaltato.

## Collegamenti ciclopedonali
In prossimità delle opere di presa, parte la Ciclabile del Canale Vacchelli che conduce fino a Genivolta attraversando Crema.